# 本多利久
本多 利久（ほんだ としひさ）は、戦国時代から安土桃山時代にかけての武将、大名。大和国高取城主。官位は従五位下・因幡守。

## 略歴
はじめ水野半右衛門と称し、尾張国岩倉城主・織田信安に仕えていたが、後に羽柴秀吉、次いでその弟・秀長の家臣となり、天正7年（1579年）の三木城攻めで戦功を挙げた。
天正13年（1585年）には脇坂安治に代わって大和国高取城主となり、2万5千石を領した（『藩翰譜』、『諸家系図纂』）。
天正17年（1589年）には秀長の命を受けて高取城の改修を行った。技師長は軍学者の諸木大膳が務め、これにより高取城は近世城郭として整備された。
また、天正年間の末頃に嫡男・俊政に1万石を分知し、文禄3年（1594年）には伏見城の普請を分担した。
文禄4年（1595年）に秀保が没した後も所領は据え置きのまま秀吉に仕えた。
慶長5年（1600年）の関ヶ原の戦いでは俊政とともに東軍に与して西軍に抵抗したため、所領を安堵された。
慶長8年（1603年）1月13日、死去（『本多系図』、『諸家系図纂』、『断家譜』）。